# ألكسيس براسور
ألكسيس براسور (بالفرنسية: Alexis Brasseur) هو ملحن وكاتب ومحامي لوكسمبورغي، ولد في 26 ديسمبر 1860 في مدينة لوكسمبورغ في لوكسمبورغ، وتوفي في 3 نوفمبر 1924.